# Házená na Letních olympijských hrách 1984
Házená na Letních olympijských hrách 1984 probíhala na stadionu Kalifornské státní univerzity ve Fullertonu.

## Turnaj mužů
| Zlato   | Jugoslávie (YUG)      |
| Stříbro | Západní Německo (FRG) |
| Bronz   | Rumunsko (ROU)        |

Turnaj se odehrál v rámci XXIII. olympijské hry ve dnech 31. 7. – 11. srpna 1984 v Los Angeles.
Turnaje se zúčastnilo 12 mužstev, rozdělených do dvou šestičlenných skupin. Vítězové skupin hráli finále, týmy na druhém místě hrály o třetí místo, týmy na třetím místě o páté místo atd. Olympijským vítězem se stalo mužstvo Jugoslávie.

### Skupina A
|    |            | YUG   | ROM   | ISL   | SUI   | JPN   | ALG   | V | R | P | Skóre  | B |
| 1. | Jugoslávie | ***   | 19:18 | 22:22 | 25:11 | 32:15 | 25:10 | 4 | 1 | 0 | 123:76 | 9 |
| 2. | Rumunsko   | 18:19 | ***   | 26:17 | 23:17 | 28:22 | 25:16 | 4 | 0 | 1 | 120:91 | 8 |
| 3. | Island     | 22:22 | 17:16 | ***   | 23:16 | 21:17 | 19:15 | 3 | 1 | 1 | 102:96 | 7 |
| 4. | Švýcarsko  | 11:25 | 17:23 | 16:23 | ***   | 20:13 | 19:18 | 2 | 0 | 3 | 83:102 | 4 |
| 5. | Japonsko   | 15:32 | 22:28 | 17:21 | 13:20 | ***   | 17:16 | 1 | 0 | 4 | 84:117 | 2 |
| 6. | Alžírsko   | 10:25 | 16:25 | 15:19 | 18:19 | 16:17 | ***   | 0 | 0 | 5 | 75:105 | 0 |

 Jugoslávie –  Island 22:22 (8:12)
31. července 1984 (14:00) – Los Angeles
 Švýcarsko –  Japonsko 20:13 (7:6)
31. července 1984 (18:30) – Los Angeles
 Rumunsko - Alžírsko 25:16 (11:7)
31. července 1984 (20:00) – Los Angeles
 Jugoslávie –  Japonsko 32:15 (14:8)
2. srpna 1984 (18:30) – Los Angeles
 Rumunsko –  Island 26:17 (16:11)
2. srpna 1984 (20:00) – Los Angeles
 Švýcarsko –  Alžírsko 19:18 (10:10)
2. srpna 1984 (21:30) – Los Angeles
 Island –  Japonsko 21:17 (9:9)
4. srpna 1984 (11:00) – Los Angeles
 Jugoslávie –  Alžírsko 25:10 (13:3)
4. srpna 1984 (14:00) – Los Angeles
 Rumunsko –  Švýcarsko 23:17 (13:9)
4. srpna 1984 (20:00) – Los Angeles
 Rumunsko –  Japonsko 28:22 (12:11)
6. srpna 1984 (18:30) – Los Angeles
 Island –  Alžírsko 19:15 (7:7)
6. srpna 1984 (20:00) – Los Angeles
 Jugoslávie –  Švýcarsko 25:11 (12:6)
6. srpna 1984 (21:30) – Los Angeles
 Island –  Švýcarsko 23:16 (9:8)
8. srpna 1984 (11:00) – Los Angeles
 Jugoslávie –  Rumunsko 19:18 (8:10)
8. srpna 1984 (12:30) – Los Angeles
 Japonsko –  Alžírsko 17:16 (11:7)
8. srpna 1984 (18:30) – Los Angeles

### Skupina B
|    |             | GER   | DEN   | SWE   | ESP   | USA   | KOR   | V | R | P | Skóre   | B  |
| 1. | SRN         | ***   | 20:18 | 18:17 | 18:16 | 21:19 | 37:25 | 5 | 0 | 0 | 114:95  | 10 |
| 2. | Dánsko      | 18:20 | ***   | 26:19 | 21:16 | 19:16 | 31:28 | 4 | 0 | 1 | 115:99  | 8  |
| 3. | Švédsko     | 17:18 | 19:29 | ***   | 26:25 | 21:18 | 36:23 | 3 | 0 | 2 | 119:110 | 6  |
| 4. | Španělsko   | 16:18 | 16:21 | 25:26 | ***   | 17:16 | 31:25 | 2 | 0 | 3 | 105:106 | 4  |
| 5. | USA         | 19:21 | 16:19 | 18:21 | 16:17 | ***   | 22:22 | 0 | 1 | 4 | 91:100  | 1  |
| 6. | Jižní Korea | 25:37 | 28:31 | 23:36 | 25:31 | 22:22 | ***   | 0 | 1 | 4 | 123:157 | 1  |

 Švédsko –  Jižní Korea 36:23 (16:11)
31. července 1984 (11:00) – Los Angeles
 Dánsko –  Španělsko 21:16 (6:8)
31. července 1984 (12:30) – Los Angeles
 SRN –  USA 21:19 (12:8)
31. července 1984 (21:30) – Los Angeles
 Dánsko –  Jižní Korea 31:28 (17:14)
2. srpna 1984 (11:00) – Los Angeles
 SRN –  Španělsko 18:16 (7:9)
2. srpna 1984 (12:30) – Los Angeles
 Švédsko –  USA 21:18 (10:6)
2. srpna 1984 (14:00) – Los Angeles
 SRN –  Švédsko 18:17 (11:7)
4. srpna 1984 (12:30) – Los Angeles
 Španělsko –  Jižní Korea 31:25 (12:11)
4. srpna 1984 (18:03) – Los Angeles
 Dánsko –  USA 19:16 (8:7)
4. srpna 1984 (21:30) – Los Angeles
 SRN –  Jižní Korea 32:25 (18:11)
6. srpna 1984 (11:00) – Los Angeles
 Dánsko –  Švédsko 26:19 (11:9)
6. srpna 1984 (12:30) – Los Angeles
 Španělsko –  USA 17:16 (10:9)
6. srpna 1984 (14:00) – Los Angeles
 SRN –  Dánsko 20:18 (9:9)
8. srpna 1984 (14:00) – Los Angeles
 Švédsko –  Španělsko 26:25 (16:13)
8. srpna 1984 (20:00) – Los Angeles
 USA –  Jižní Korea 22:22 (13:12)
8. srpna 1984 (21:30) – Los Angeles

### Finále
Jugoslávie –  SRN 18:17 (8:7)
11. srpna 1984 (15:30) – Los Angeles

### O 3. místo
Rumunsko –  Dánsko 24:16 (15:10)
11. srpna 1984 (14:00) – Los Angeles

### O 5. místo
Švédsko –  Island 26:23 (14:9)
10. srpna 1984 (12:30) – Los Angeles

### O 7. místo
Švýcarsko –  Španělsko 18:17 (9:9)
10. srpna 1984 (11:00) – Los Angeles

### O 9. místo
USA –  Japonsko 24:16 (9:5)
10. srpna 1984 (18:30) – Los Angeles

### O 11. místo
Jižní Korea –  Alžírsko 25:21 (10:9)
10. srpna 1984 (20:00) – Los Angeles

### Soupisky
1.  Jugoslávie
| - Zlatan Arnautović - Mirko Bašić - Jovica Elezović - Mile Isaković - Pavle Jurina | - Milan Kalina - Slobodan Kuzmanovski - Dragan Mladenović - Zdravko Rađenović - Momir Rnić | - Branko Štrbac - Veselin Vujović - Veselin Vuković - Zdravko Zovko |

2.  SRN
| - Jochen Fraatz - Thomas Happe - Arnulf Meffle - Rüdiger Neitzel - Michael Paul | - Dirk Rauin - Siegfried Roch - Michael Roth - Ulrich Roth - Martin Schwalb | - Uwe Schwenker - Thomas Springel - Andreas Thiel - Klaus Wöller - Erhard Wunderlich |

3.  Rumunsko
| - Mircea Bedivan - Dumitru Berbece - Iosif Boroş - Alexandru Buligan - Gheorghe Covaciu | - Gheorghe Dogărescu - Marian Dumitru - Cornel Durău - Alexandru Fölker - Nicolae Munteanu | - Vasile Oprea - Adrian Simion - Vasile Stîngă - Neculai Vasilcă - Maricel Voinea |

### Konečné pořadí
| XXIII. | Olympijské hry | Z | V | R | P | Skóre    | B  |
| ------ | -------------- | - | - | - | - | -------- | -- |
| 1.     | Jugoslávie     | 6 | 5 | 1 | 0 | 141: 93  | 11 |
| 2.     | SRN            | 6 | 5 | 0 | 1 | 126: 113 | 10 |
| 3.     | Rumunsko       | 6 | 5 | 0 | 1 | 144: 107 | 10 |
| 4.     | Dánsko         | 6 | 4 | 0 | 2 | 131: 123 | 8  |
| 5.     | Švédsko        | 6 | 4 | 0 | 2 | 145: 133 | 8  |
| 6.     | Island         | 6 | 3 | 1 | 2 | 125: 122 | 8  |
| 7.     | Švýcarsko      | 6 | 3 | 0 | 3 | 101: 119 | 7  |
| 8.     | Španělsko      | 6 | 2 | 0 | 4 | 122: 124 | 4  |
| 9.     | USA            | 6 | 1 | 1 | 4 | 115: 116 | 3  |
| 10.    | Japonsko       | 6 | 1 | 0 | 5 | 100: 141 | 2  |
| 11.    | Jižní Korea    | 6 | 1 | 1 | 4 | 148: 173 | 3  |
| 12.    | Alžírsko       | 6 | 0 | 0 | 6 | 96: 130  | 0  |

## Turnaj žen
| Zlato   | Jugoslávie (YUG)  |
| Stříbro | Jižní Korea (KOR) |
| Bronz   | Čína (CHN)        |

Turnaj se odehrál v rámci XXIII. olympijské hry ve dnech 1. – 9. srpna 1984 v Los Angeles.
Turnaje se zúčastnilo 6 družstev. Turnaj se odehrál v jedné skupině systémem každý s každým. Olympijským vítězem se stalo družstvo Jugoslávie.
|    |            | YUG   | KOR   | CHN   | GER   | USA   | AUT   | V | R | P | Skóre   | B  |
| 1. | Jugoslávie | ***   | 29:23 | 31:25 | 20:19 | 33:20 | 30:15 | 5 | 0 | 0 | 143:102 | 10 |
| 2. | Korea      | 15:30 | ***   | 24:24 | 26:17 | 29:27 | 23:22 | 3 | 1 | 1 | 125:119 | 7  |
| 3. | Čína       | 25:31 | 24:24 | ***   | 20:19 | 22:25 | 21:16 | 2 | 1 | 2 | 112:115 | 5  |
| 4. | SRN        | 19:20 | 17:26 | 19:20 | ***   | 18:17 | 18:17 | 2 | 0 | 3 | 91:100  | 4  |
| 5. | USA        | 20:33 | 27:29 | 25:22 | 17:18 | ***   | 25:21 | 2 | 0 | 3 | 144:123 | 4  |
| 6. | Rakousko   | 15:30 | 22:23 | 16:21 | 17:18 | 21:25 | ***   | 0 | 0 | 5 | 91:117  | 0  |

 Korejská republika –  Rakousko 23:22 (11:15)
1. srpna 1984 (18:30) – Los Angeles
 Jugoslávie –  SRN 20:19 (11:12)
1. srpna 1984 (20:00) – Los Angeles
 USA –  Čína 25:22 (9:12)
1. srpna 1984 (21:30) – Los Angeles
 Jugoslávie –  Rakousko 30:15 (15:8)
3. srpna 1984 (18:30) – Los Angeles
 Čína –  SRN 20:19 (11:7)
3. srpna 1984 (20:00) – Los Angeles
 Korejská republika –  USA 29:27 (16:11)
3. srpna 1984 (21:30) – Los Angeles
 SRN –  Rakousko 18:17 (7:5)
5. srpna 1984 (18:30) – Los Angeles
 Korejská republika –  Čína 24:24 (14:10)
5. srpna 1984 (20:00) – Los Angeles
 Jugoslávie –  USA 33:20 (14:10)
5. srpna 1984 (21:30) – Los Angeles
 Čína –  Rakousko 21:16 (10:7)
7. srpna 1984 (18:30) – Los Angeles
 Jugoslávie –  Korejská republika 29:23 (15:14)
7. srpna 1984 (20:00) – Los Angeles
 SRN –  USA 18:17 (10:7)
7. srpna 1984 (21:30) – Los Angeles
 USA –  Rakousko 25:21 (11:9)
9. srpna 1984 (18:30) – Los Angeles
 Korejská republika –  SRN 26:17 (9:10)
9. srpna 1984 (20:00) – Los Angeles
 Jugoslávie –  Čína 31:25 (15:15)
9. srpna 1984 (21:30) – Los Angeles

### Soupisky
1.  Jugoslávie
| - Svetlana Anastasovska - Alenka Cuderman - Svetlana Kitićová - Slavica Đukić - Dragica Đurić | - Mirjana Đurica - Emilija Erčić - Ljubinka Janković - Jasna Kolar-Merdanová - Ljiljana Mugoša | - Svetlana Mugoša - Mirjana Ognjenović - Zorica Pavićević - Jasna Ptujec - Biserka Višnjić |

2.  Korejská republika
| - Han Hwa-Soo - Jeong Hyoi-Soon - Jeung Soon-Bok - Kim Choon-Rye - Kim Kyung-Soon | - Kim Mi-Sook - Kim Ok-Hwa - Lee Soon-Ei - Lee Young-Ja | - Shon Mi-Na - Sung Kyung-Hwa - Yoon Byung-Soon - Yoon Soo-Kyung |

3.  Čína
| - Chen Zhen - Gao Xiumin - He Jianping - Li Lan - Liu Liping | - Liu Yumei - Sun Xiulan - Wang Linwei - Wang Mingxing | - Wu Xingjiang - Zhang Weihong - Zhang Peijun - Zhu Juefeng |